# Sociedade Nacional de Agricultura
A Sociedade Nacional de Agricultura é uma organização sem fins lucrativos, fundada no Rio de Janeiro, em 1897. Há 112 anos, a instituição cumpre seus objetivos específicos, baseados em três princípios: fazer política em prol da agricultura, promover o ensino, e manter um órgão oficial de divulgação de seu trabalho, a revista "A Lavoura".

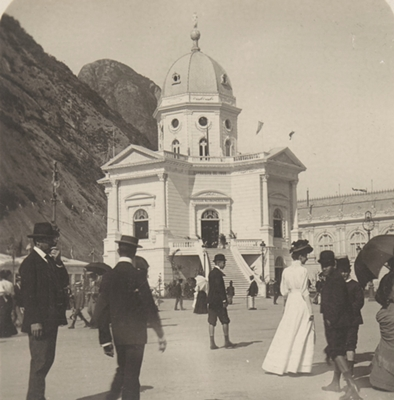
Estande da Sociedade Nacional de Agricultura na Exposição Nacional de 1908.

As metas da SNA sempre estiveram centralizadas na defesa e no desenvolvimento do setor agrícola. O exemplo mais antigo e um dos mais importantes desse tipo de causa foi a mobilização que propiciou a recriação do Ministério da Agricultura, extinto em 1892 e reorganizado em 1907. No período em que o ministério esteve extinto, a SNA não só se empenhou para sua restauração, como assumiu diversas de suas funções, orientando os produtores rurais, fornecendo-lhes informações e defendendo suas causas.
O projeto de criação do Ministério da Agricultura, Indústria e Comércio (MAIC), articulado pela SNA, chegou à Câmara dos Deputados em 1902, através do seu presidente honorário, deputado Christino Cruz, sendo aprovado quatro anos depois, pelo Decreto n. 1.606, de 29 de dezembro de 1906. O MAIC começou a funcionar somente em 1909, pelo Decreto nº 7.501, de 12 de agosto de 1909, com sua atuação estendo-se aos serviços de agricultura prática, defesa agrícola, proteção dos índios e ensino agronômico.
Outras metas foram alcançadas através de eventos, debates e campanhas, como no caso, por exemplo, das discussões acerca dos usos industriais do álcool. Em 1903, a SNA realiza a 1ª Exposição Nacional de Aparelhos a Álcool, preconizando a utilização deste combustível em automóveis.

## Escola Wencesláo Bello
Em 1899, a SNA recebia, por transferência efetuada pelo Ministério da Viação, Indústria e Comércio, a antiga Fazenda Grande da Penha, transformada por seu então presidente José Cardoso de Moura Brasil em Horto Frutícola da Penha. Em pouco tempo, uma escola foi organizada no local. Em 1921, foi batizada de Aprendizado Agrícola Wencesláo Bello. Já em 1926, ao assumir a presidência da Sociedade Nacional de Agricultura, Ildefonso Simões Lopes vislumbrou o sonho de tornar o espaço da Penha uma instituição modelar de ensino técnico agrícola. Em 15 de maio de 1937 inaugurava-se a Escola de Horticultura Wencesláo Bello.

## Campus ecológico
Hoje, situada numa área ecológica de 144 mil metros quadrados na Avenida Brasil, a Escola Wencesláo Bello ministra, mensalmente, cerca de 50 cursos de extensão de cunho técnico e agronegócios, entre os quais os de administração rural, apicultura e bovinocultura. No campus da Penha, circulam, anualmente, três mil alunos que, na prática dos cursos, dispõem de um horto, horta e viveiro de plantas medicinais, minhocário e criações modelares de suínos, capivaras, coelhos, codornas e outros animais.

## Fagram
Outro empreendimento da SNA na área educativa, é a Faculdade de Ciências Agro-Ambientais (Fagram), criada em 1995, com o curso de Zootecnia. Trata-se da única faculdade agrícola na cidade do Rio de Janeiro. As aulas práticas e teóricas também são ministradas no campus da Penha, que abriga modernos laboratórios, e onde os alunos desfrutam de uma extensa área verde. Em parceria com a Universidade Castelo Branco, a SNA mantém ainda no campus da Penha um curso de Veterinária.

## Sociedade Brasileira de Proteção Ambiental
Em 1997, por iniciativa do atual presidente da SNA, Octavio Mello Alvarenga, é criada a Sociedade Brasileira de Proteção Ambiental (Sobrapa), visando à preservação do meio ambiente e a promoção do desenvolvimento sustentável.

## Orgânicos
A defesa e o desenvolvimento do setor orgânico, em benefício de uma vida mais saudável, também constitui uma das bandeiras da SNA. Com a criação do projeto OrganicsNet e CI Orgânicos, a instituição cumpre a meta de alavancar este segmento, congregando empresas e permitindo aos produtores maior inserção no mercado, com produtos de valor.

## Congressos de Agribusiness
Em 1997, acontece a primeira edição do “Congresso de Agribusiness”, que viria a se tornar uma das marcas da instituição, levando à tona assuntos relevantes do universo rural. Em sua décima edição, realizada em 2008, o evento debateu o 'novo' agronegócio brasileiro.

## A Lavoura
Publicada desde maio de 1897, como órgão oficial da SNA,
"A Lavoura" constitui a mais antiga revista do agronegócio brasileiro. A cada dois meses, é enviada para os associados da instituição, distribuída em universidades, nos centros de pesquisa do Brasil e do exterior.
Escrita em linguagem acessível a leigos e profissionais, "A Lavoura" publica artigos técnicos, reportagens especiais que abrangem todas as atividades da cadeia produtiva agrícola, além das novidades do setor.